# هافانت (دائرة انتخابية في المملكة المتحدة)
هافانت (بالإنجليزية: Havant)‏ هي إحدى الدوائر الانتخابية في المملكة المتحدة الممثلة في مجلس العموم في برلمان المملكة المتحدة.
عضو البرلمان الذي يمثلها حالياً هو :Mr David Willetts (Con).